# Mount Matz
Mount Matz ist ein 1300 m hoher Berg im ostantarktischen Viktorialand. Er ragt an der Westflanke des Mündungsgebiets des Anderton-Gletscher in den Reeves-Gletscher auf und bildet dort das Ende eines Bergkamms, der sich von der Eisenhower Range nach Süden erstreckt.
Der United States Geological Survey kartierte ihn anhand eigener Vermessungen und mithilfe von Luftaufnahmen der United States Navy zwischen 1955 und 1963. Das Advisory Committee on Antarctic Names benannte ihn 1968 nach David B. Matz, Geologe auf der McMurdo-Station zwischen 1965 und 1966.